# 오토메 게임
오토메 게임(일본어: 乙女ゲーム 오토메 게무[*], 을녀게임)은 여성향 연애 시뮬레이션 게임 중 주인공(플레이어)이 여성인 게임의 총칭이다. 단어의 오토메(乙女)는 일어로 소녀를 가리키는 단어로, 주 유저층이 젊은 여성층인 것에서 유래하였다.
남성향의 미소녀 게임과는 대조적인 개념이지만 〈미소년 게임〉이라고 정착하지 않은 것은 〈미소년〉이란 단어로는 오토메 게임인지 보이즈 러브 게임인지 분별이 가지 않기 때문인 것으로 보인다.
등급은 PC 소프트의 경우 전연령, 콘솔의 경우 CERO A~C(전체 이용가 ~ 15세 이상 이용가)인 경우가 많지만, PC 소프트인 경우 18금 성인 게임인 경우도 있다.

## 개요
1994년 코에이에서 발매된 《안젤리크》가 첫 번째 작품으로 불린다. 대표작은 《머나먼 시공 속에서 시리즈》《두근두근 메모리얼 Girl's Side 시리즈》등.
소녀만화와 비슷한 점이 많다. 예를 들어 컨슈머 게임 및 전연령 대상인 PC 게임인 경우, 주인공의 나이는 15세에서 18세 전후로 설정되어 있는 경우가 많다. 오토메 게임이라는 호칭은 〈유저가(실제 나이와는 상관없이 마음만은) 소녀〉, 〈주인공이 10대 소녀인 것〉인 화면을 보아 알 수 있다. (이에 비해 남성향의 〈미소녀 게임〉〈갸루계〉라는 호칭은 〈주인공 이외의 주요 캐릭터가 미소녀(걸)인 것〉을 의미한다.)
안젤리크 이후 《알바레아의 소녀》등 안젤리크를 따라 만든 소프트도 발매되었지만 크게 히트하지 못하고, 코에이의 네오 로망스 작품만이 선전할 뿐이었다. 그 후 보이즈 러브를 다룬 게임이 파생되었다.
이 장르 자체가 명확하게 확립된 것은 2002년에 발매된 《두근두근 메모리얼 Girl's Side》이 크게 히트하면서 부터이다. 이 게임이 성공을 거두면서 여성향 연애 게임이 활발하게 되었다.
오토메 게임을 플레이 하는 남성이 없는 것은 아니지만 그 비율은 미소녀 게임을 플레이 하는 여성의 비율과 비교해도 현저히 적다.
주인공과 연애대상이 남자인 작품은 오토메 게임이 아니라 보이즈 러브 게임으로 다른 장르로 구별된다. 보이즈 러브(BL) 요소를 포함한 오토메 게임도 존재하지만, 오토메 게임의 유저가 반드시 BL을 좋아하는 것은 아니며, 반대로 BL 게임의 유저가 오토메 게임을 즐기는 것은 아니다. 따라서 BL 요소를 포함한 오토메 게임이 호의적으로 받아들여지는 일은 어려운 상태이다.
집사 카페 등 여성 유저층을 노리고 특정 남성진을 고용한 가게들의 총칭은 대부분이 오토메 카페이다.

## 경향과 문제점
게임성이나 비주얼, 시나리오 보다도 성우에 의존하는 경우가 많지만, 그렇다고 해서 성우에만 의존하고 다른 요소를 소홀히 한다 해서 유저가 이해하는 것도 아니다. 하지만 게임성·비주얼·시나리오에 대한 수요와는 반대로, 공급이 받쳐주지 않는 것이 오토메 게임 업계의 상황이다.(남성과 비교해 여성 게임 유저가 적고, 게임 개발현장의 여자 스탭의 입장·인원 등) 성우도, 채용되는 것이 여자들에게 인기가 높은 일부 성우들로, 어떤 게임을 해도 담당 성우가 같다는 지적을 받기도 한다.
또한 시간이 지날수록 소프트의 발매 수나 판매가 증가 경향을 보이는 반면, 내용이 10년 전과 별반 차이나지 않고, 신선도가 빠져이는 면을 문제점으로 드는 경우가 많다. 이것은 남성향에 비해 모험, 실험적 내용을 받아들이기 어려운 보수적 성향의 유저가 많기 때문이기도 하다.
갸루계의 남성 주인공은 앞머리로 눈을 의도적으로 가린 듯한 디자인으로 목소리도 없는 몰개성한 캐릭터가 많지만, 오토메 게임의 여주인공은 이와는 대조적으로 이름은 물론, 외모·성격 설정이 확실하게 정해져 있는 경우가 많으며, 목소리가 들어있는 경우도 적지 않다. 이는 주인공을 자신으로 여기고 가상연애를 즐기는 유저 뿐만 아니라, 주인공과 남자 캐릭터의 커플링을 즐기는 유저도 많기 때문이다.
그 중에는 남자 캐릭터와 마찬가지로 주인공 캐릭터를 중요하게 여기는 유저도 있다. 그렇기 때문에 〈주인공의 이름을 바꿀 수 있는가〉를 중요하게 여기는 유저도 다수 존재하며, 주인공의 이름이 고정되어 있는 것에 불만을 품고 공식 사이트 게시판에 항의하여 이름을 바꿀 수 있도록 패치된 케이스도 과거에 몇차례 있었다.

## 역사
- 1994년, 코에이에서 《안젤리크》발매.
- 1995년, 결혼을 테마로 한 첫 남녀 공용 연애 게임 《결혼 ~Marriage~》(세가 새턴용 소프트) 발매. 육성 SLG 《졸업》, 여성판 《졸업 M》에 등장하는 캐릭터들이 사회인이 된 모습을 그린 것이지만, 그 뒤 발매된 플레이스테이션 판에서는 남자 주인공만 플레이 할 수 있고, 여자 주인공 시점이 삭제되는 등, 성공했다고 보기 힘들다.
- 1998년 후지쯔에서 PC용 소프트 《판타스틱 포츈》이 발매되어 동인 방면에서 인기를 끌었다. 플레이스테이션으로 이식해달라는 서명운동이 일어나, 3년 뒤 실현되었다. 또한 이 때부터 2000년에 걸쳐 남녀겸용 연애 게임이 빈번히 발매되는 등 연애 게임 업계에서 여성 유저도 타켓으로 삼게 된다.
- 2000년 AMEDEO에서 《FIRST/LIVE》발매. PC 유저층에서도 여자 주인공 연애 게임 팬이 늘기 시작한다.
- 2002년 코나미에서 《두근두근 메모리얼 Girl's Side》발매. 지금까지 오토메 게임을 플레이 한 적이 없던 유저층을 흡수, 여자 주인공 연애 게임의 인지도가 대폭 상승한다. 또한 이 때부터 오토메 게임이라는 단어가 잡지나 Web 상에 퍼지게 된다.
- 2003년, 미라이에서 업계 최초로 18금 오토메 게임, 《별의 왕녀》가 발매되었다.
- 2004년, D3 퍼블리셔가 2개월마다 오토메 게임을 발매, 캡콤이 다른 오토메 게임에서 볼 수 없었던 요소를 추가한 《풀하우스 키스》가 호평을 받고, 연말에 발매한 《막말연화 신선조》,《머나먼 시공 속에서 3》가 히트하는 등 오토메 게임 업계가 본격적으로 흥행하게 된다.
- 2005년, 코나미에서 《테니스의 왕자 학원제의 왕자님》을 발매. 업계 최초로 소년만화를 소재로 한 오토메 게임으로서 주목을 받는다. 이듬해에는 《테니스 왕자님 두근두근 서바이벌》발매되었다.
- 2006년, 이 해에 발매된 연애 게임 판매 TOP 20(패미통 리서치) 중 8개가 여성향 게임, 그 중 7개가 오토메 게임이라는 결과를 낳는다. 하지만 코에이의 네오 로망스 시리즈나, 코나미의 Gilrl's Side 시리즈 이외의 작품은 좀처럼 판매실적을 올리지 못했다.
- 2008년, PS2 판으로 인기를 얻은 작품들을 닌텐도 DS·플레이스테이션 포터블로 이식, 갸루게에서 파생한 오토메 게임이 잇달아 발매된다. 아이디어 팩토리가 오토메이트 브랜드에서 발매한 박앵귀·비색의 조각과 같은 작품이 발매되어 인기를 얻고 있다.

## 같이 보기
- 어덜트 게임
- 갸루게
- 미소녀 게임
- 보이즈 러브 게임
- 어드벤처 게임

- 사운드 노벨
- 연애 어드벤처 게임

- 비주얼 노벨